# لهجة ماردلية
اللهجة الجزراوية أو المحلمية أو الماردلية هي لهجة عربية متأثرة بالآرامية و  الكردية  تستخدم في محافظة الحسكة بسوريا و مناطق الجزيرة الفراتية وكذلك في ماردين و طور عبدين  و ديار بكر في ما هي الآن تركيا. وتستخدم من قبل الماردلية بطوائفهم،  تنتمي إلى مجموعة لهجات شمال ما بين النهرين, التي تضم لهجات الموصل وتكريت والحديثة ودير الزور وغيرها.ولقد تاثرت هذه اللهجة باللهجات الأخرى الموجودة بالمنطقة وتأثرت بها، وهي لهجة تلفظ جمع الأحرف العربية، وفيها الكثير من الكلمات الآرامية و بعض الكلمات التركية والفارسية. وتتشابه كثيرًا مع لهجة الموصل (نفس التصنيف)، إذ يصعب على الكثيرين التمييز بينها, إلا أنه الراء لا تُقلب غينا في المارديلّية

## التسمية
سميت بـ الماردلية نسبة إلى مدينة ماردين وهي لهجة عربية خليطة بالآرامية

## من ميزتها
تتميز هذه اللهجة بالعديد من الأمور ومنها:
- تحويل حرف (الياء) إلى (واو) مثلاً (يليق) تلفظ (يلوق)
- تقديم حرف وتأخير آخر في بعض الكلمات مثلاً ( عصفور - ملعقة - رأيت ) تلفظ ( عفصور - معلقة - اريت)
- تحويل حرف (السين) إلى (صاد) إذا تبعها حرف النون مثلاً (سنور) تلفظ (صنور) وتعني( الهر )
- تحويل حرف (الميم) إلى ( نون) وخاصة حالة الجمع مثلاً (فيكم) تلفظ (فيكن) ، (بيتكم) تلفظ( بيتكن) مثل بقية اللهجات الشامية
- لفظ حرف القاف بشكل سليم ومميز و ضم التاء الفاعل في الفعل الماضي مثلاً ( قلت ) تلفظ ( قلتو)

## مفردات من اللهجة
| الكلمة  | المعنى        |
| ------- | ------------- |
| فؤاد    | القلب         |
| كما     | مثل           |
| الجون   | الأسود الداكن |
| القز    | الحرير        |
| يزعق    | يصيح          |
| وا ويلي | وا ويلتاه     |
| عتيق    | قديم          |
| خربيه   | كوخ مهجور     |
| كدي     | هكذا          |
| موتيق   | لا استطيع     |
| ورك     | لمناداة الرجل |
| ميمتي   | جدتي          |
| قصبتي   | روحي (الروح)  |
| أنازي   | أنا أيضاً      |
| مليح    | جيد           |

## انظر ايضاً
لهجة مصلاوية